# قطعنامه ۱۳۶۲ شورای امنیت
قطعنامه ۱۳۶۲ شورای امنیت سازمان ملل متحد که در تاریخ ۱۱ ژوئیه ۲۰۰۱ تصویب شد، سندی بین‌المللی دربارهٔ بررسی وضعیت در کرواسی است. این قطعنامه طی نشست ۴۳۴۶ام با ۱۵ رای موافق، ۰ مخالف و ۰ ممتنع تصویب شد.